# Jonathan de Guzmán
Jonathan Alexander de Guzmán (Toronto, 13 settembre 1987) è un calciatore canadese naturalizzato olandese di origini giamaicane e filippine, centrocampista dello Sparta Rotterdam.

## Biografia
Nato da madre giamaicana e padre filippino, è il fratello minore di Julián de Guzmán, anch'egli calciatore.
È padre di Jaden Noah (2007) e Sinadine (2009), avuti da una precedente relazione. Il primogenito è anch'egli calciatore e come il padre è cresciuto nelle giovanili del Feyenoord.

## Caratteristiche tecniche
È un giocatore versatile e tatticamente duttile, destro naturale, che può giocare come centrocampista centrale, trequartista o esterno offensivo ed è in grado di disimpegnarsi anche in compiti difensivi. Dotato di ottima tecnica, abilità a impostare il gioco e di buone capacità di inserimento, è anche un tiratore di calci piazzati.

## Carriera

### Club

#### Primi anni
Jonathan de Guzmán inizia la sua carriera in Canada con il North Scarborough SC. Per migliorare, de Guzmán si allena sei volte a settimana e gioca per tre squadre diverse, tra cui la squadra del fratello maggiore. Quando il fratello lascia il Canada per andare in Francia nel settore giovanile dell'Olympique Marsiglia, anche Jonathan decide di venire in Europa così, all'età di 12 anni, due anni dopo che suo fratello era andato in Francia, entra nel settore giovanile del Feyenoord.

#### La crescita (2005-2006)
A de Guzmán non viene permesso di giocare per la prima squadra del Feyenoord fino al compimento dei diciotto anni. Il 15 settembre 2005, tre giorni dopo il suo diciottesimo compleanno, fa parte della prima squadra per la prima volta nella partita di Coppa UEFA contro il Rapid Bucarest finita 1-1, nella quale non scende in campo. Tre giorni dopo, il 18 settembre de Guzmán fa il suo debutto ufficiale in Eredivisie, entrando in campo al posto di Hossam Ghaly al minuto 87 nella partita casalinga contro l'SC Heerenveen. Il 30 settembre segna il suo primo gol nella vittoria in casa del Willem II.
Dopo il suo debutto de Guzmán diventa in breve tempo un titolare. L'11 dicembre 2005 riceve molti elogi dall'ex giocatore del Barcellona Phillip Cocu dopo la vittoria per 1-0 contro il PSV Eindhoven. Termina la stagione 2005-06 con 4 gol in 29 partite. Il 29 dicembre 2005 firma un contratto che lo lega al Feyenoord fino all'estate del 2010, quando il precedente scadeva nel 2008.

#### Le prime difficoltà (2006-2008)
All'inizio della stagione 2006-2007 il Feyenoord vende alcuni dei suoi giocatori di punta come Dirk Kuijt al Liverpool e Salomon Kalou al Chelsea, riponendo grandi aspettative per de Guzmán, che sembra pronto per fare il prossimo passo nel suo sviluppo. Il Feyenoord termina il campionato al settimo posto, e il giocatore finisce la stagione con un cartellino rosso nella partita contro il FC Groningen nei play-off. Per la prima volta da sedici anni il Feyenoord rimane fuori dalle competizioni europee. A fine stagione de Guzmán riconosce che c'era troppa pressione su di lui: «avevo solo 19 anni, non potevo dire a tutti cosa fare. La stagione è stata davvero deludente. Non sono migliorato come giocatore di calcio, ma sono cresciuto mentalmente a causa di tutti i problemi avuti. Personalmente la stagione è stata davvero molto dura».

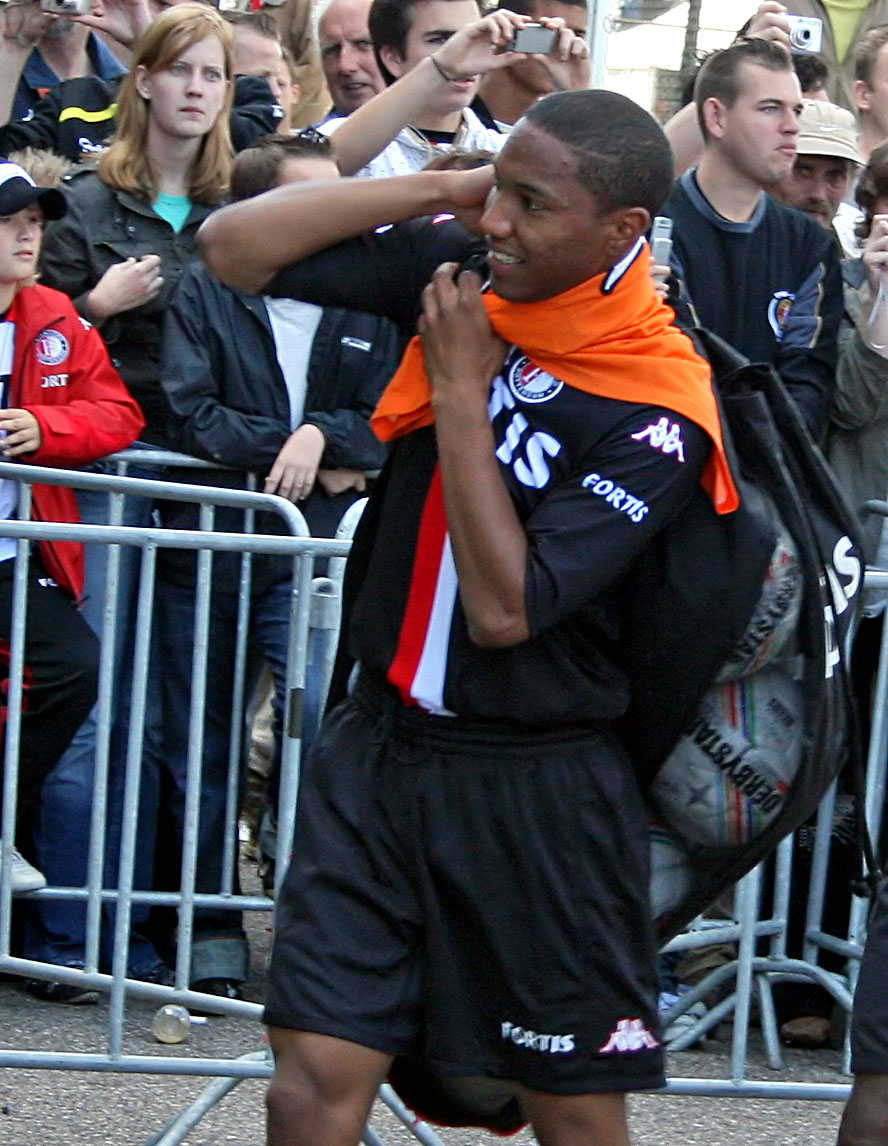
Jonathan de Guzmán dopo il primo allenamento del Feyenoord nella stagione 2007–2008

Nella stagione 2007-2008 la pressione su de Guzmán si dissolve, tuttavia non è troppo felice della sua nuova posizione all'interno della squadra. Il nuovo allenatore Bert van Marwijk lo posiziona a destra in un 4-2-3-1. A fine stagione totalizza 9 gol in 33 partite.

#### Infortuni (2008-2010)
La stagione 2008-09 è disastrosa per de Guzmán. Infatti il giocatore aveva un accordo personale con il Manchester City, tuttavia il Feyenoord si è opposto a questo trasferimento: 
Rimasto al Feyenoord, riceve un cartellino rosso alla prima giornata, il 31 agosto 2008, per una gomitata in una partita contro l'Heracles Almelo, con conseguente squalifica per quattro giornate. Poco tempo dopo de Guzmán comincia a manifestare vari problemi fisici. I problemi cominciano all'inguine, alle cosce e al ginocchio e si aggravano fino a costringerlo ad un intervento al menisco nel gennaio 2009. L'operazione tiene fuori il giocatore fino alla fine della stagione, terminata con sole due partite giocate.
Fa il suo ritorno in campo in un'amichevole pre-campionato contro lo Sporting Lisbona, segnando il gol del momentaneo pareggio. A causa del suo contratto in scadenza il Feyenoord si dichiara pronto a cederlo. Tuttavia il nuovo allenatore del Feyenoord Mario Been lo convince a rimanere. Infatti egli dichiara che de Guzmán è un giocatore importante per la squadra e di essere disposto a farlo giocare nella sua posizione preferita da playmaker centrale. Nonostante gli interessamenti di Chelsea e Valencia de Guzmán rimane al Feyenoord.
Dopo un promettente inizio di stagione con tre gol in nove partite il 3 ottobre 2009 è costretto ad uscire dal campo al minuto 46 della partita vinta per 3-0 contro l'RKC Waalwijk. La prognosi è di uno strappo della cartilagine del ginocchio destro, il giocatore viene operato e sta fuori per oltre due mesi. Fa il suo ritorno dopo la pausa invernale, ma dopo aver giocato quattro partite, si infortuna di nuovo, stavolta al ginocchio sinistro, e torna in campo solo nell'ultima partita stagionale, la finale di KNVB beker contro l'Ajax persa per 1-4 il 6 maggio 2010. Poco dopo lascia il club a parametro zero: «Per me personalmente è bello essere in forma e essere riuscito a giocare un tempo della finale, ma il risultato è stato molto deludente ed è stato molto triste lasciare in questo modo il club.»

#### Maiorca e Villarreal
Molte squadre tra cui Espanyol e Villarreal si sono interessate a de Guzmán, tuttavia il giocatore sembrava sul punto di accettare l'offerta del Newcastle, neopromosso in Premier League. Invece il 27 luglio de Guzmán firma un triennale con il Maiorca, grazie alla fiducia riposta in lui dal proprietario del club Lorenzo Serra Ferrer e dall'allenatore Michael Laudrup e nonostante l'esclusione dall'Europa League 2010-11 a causa di problemi finanziari. Il 29 agosto 2010 fa il suo esordio in Liga nel pareggio per 0-0 contro il Real Madrid e tre settimane dopo realizza il suo primo gol nella vittoria casalinga per 2-0 contro l'Osasuna.
Il 31 agosto 2011 viene ufficializzato il suo trasferimento al Villarreal per 8,5 milioni di euro. Il 14 settembre 2011 fa il suo esordio in Champions League nella partita persa per 2-0 contro il Bayern Monaco e, sempre contro i tedeschi, il 22 novembre 2011 mette a segno la sua prima rete in Champions League nella partita di ritorno persa 3-1 nella penultima giornata della fase a gironi della competizione.

#### Swansea
Il 29 giugno 2012 viene ufficializzato il suo trasferimento allo Swansea City in prestito, in cui ritroverà il suo ex allenatore Michael Laudrup. Fa il suo debutto nella vittoria per 5-0 contro il Queens Park Rangers e segna il suo primo gol nella vittoria ad Anfield contro il Liverpool nella Football League Cup. La prima rete in campionato arriva il 17 novembre contro il Newcastle. Il 24 febbraio realizza una doppietta nella vittoria per 5-0 contro il Bradford City nella finale di Football League Cup 2012-2013 vincendo così il trofeo per la prima volta nella storia del club. A fine stagione il suo gol contro lo Stoke City realizzato il 19 gennaio viene premiato come il più bello della stagione per la sua squadra. Il 29 giugno 2013 ha accettato di tornare in prestito alla squadra gallese e il 19 settembre realizza il suo primo gol (con un calcio di punizione dai 27 metri) in Europa League nella vittoria per 3-0 contro il Valencia nella fase a gironi della competizione. Conclude l'esperienza inglese con 15 gol in 93 presenze totali.

#### Napoli e i prestiti a Carpi e Chievo
Il 20 agosto 2014, su richiesta di Rafa Benitez, passa a titolo definitivo al Napoli per sei milioni di euro, firmando un contratto quadriennale da due milioni di euro a stagione.
Non potendo essere schierato nel preliminare di Champions League, esordisce il 31 agosto seguente alla prima di campionato sul campo del Genoa, nella quale subentra a Marek Hamšík e realizza al 95' il gol del definitivo 2-1 per il Napoli. Il 6 novembre 2014 segna una tripletta nella vittoria per 3-0 al San Paolo contro gli svizzeri dello Young Boys, valevole per la fase a gruppi dell'Europa League. Il 22 dicembre si aggiudica il suo primo trofeo con la maglia azzurra, la Supercoppa Italiana, vinta ai calci di rigore dopo il 2-2 finale (1-1 nei tempi regolamentari) ai danni della Juventus e giocata da protagonista; suo infatti l'assist che consente a Gonzalo Higuain di pareggiare momentaneamente il conto dopo la rete di Carlos Tevez che aveva portato in vantaggio la Juventus.
Nella prima stagione italiana colleziona 36 presenze e 7 reti tra campionato e coppe.
Nella stagione seguente, fuori dai piani tecnici del nuovo tecnico Maurizio Sarri, non colleziona alcuna presenza in prima squadra. Nel mercato invernale, il 28 gennaio, passa in prestito al Carpi. Esordisce il 13 marzo contro il Frosinone al Braglia entrando al 75' per Mancosu. Al 90' segna su rigore il decisivo gol del 2-1, l'unico in 5 presenze con la maglia biancorossa.
Il 26 agosto 2016 si trasferisce al Chievo in prestito con diritto di riscatto, scegliendo di indossare la maglia numero 1 e divenendo così il primo calciatore nella storia della Serie A a vestire tale maglia pur essendo un giocatore di movimento. In campionato colleziona 27 presenze e 2 reti.
Rientrato al Napoli, non viene convocato per il ritiro precampionato.

#### Eintracht Francoforte e OFI Creta
Il 6 luglio 2017 viene acquistato dall'Eintracht Francoforte, con cui firma un contratto triennale.
Il 19 ottobre 2020 firma per l'OFI Creta.

#### Ritorno in Olanda
Il 22 luglio 2022 fa ritorno in patria firmando con lo Sparta Rotterdam un contratto annuale con opzione per un altro anno.

### Nazionale

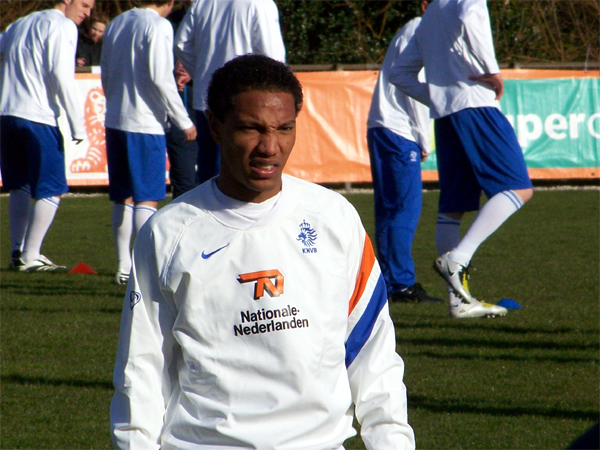
Jonathan de Guzmán durante un allenamento con la nazionale U-21

Jonathan de Guzmán si rende disponibile per la nazionale nel febbraio del 2008 immediatamente dopo aver ricevuto la cittadinanza, per la quale aveva fatto richiesta l'anno precedente. Il fratello Julián giocava per la nazionale canadese.
Il 26 marzo 2008 debutta con la nazionale Under-21 in una partita contro l'Estonia, valida per le qualificazioni al campionato europeo U-21, nella quale realizza due gol e fornisce un assist. Con la nazionale olimpica olandese partecipa anche alle Olimpiadi del 2008, dove colleziona quattro presenze con l'Olanda che viene eliminata nei quarti di finale dai futuri campioni dell'Argentina.
Con le modifiche al regolamento FIFA per quanto riguarda le nazionali de Guzmán torna convocabile per la nazionale canadese, così come per le nazionali dei paesi dei suoi genitori (la Giamaica e le Filippine), avendo giocato solo per le nazionali giovanili olandesi.
Accetta comunque la convocazione della nazionale maggiore e il 6 febbraio 2013 esordisce nell'amichevole contro l'Italia. Il 31 maggio 2014 viene incluso da Louis van Gaal nei 23 convocati per il Mondiale 2014 in Brasile. Gioca tre partite, tutte da titolare, compresa la vittoriosa finale per il 3º posto contro i padroni di casa del Brasile.

## Statistiche

### Presenze e reti nei club
Statistiche aggiornate al 4 settembre 2024.
| Stagione                     | Squadra                      | Campionato                   | Campionato | Campionato | Coppe nazionali | Coppe nazionali | Coppe nazionali | Coppe continentali | Coppe continentali | Coppe continentali | Altre coppe    | Altre coppe | Altre coppe | Totale | Totale |
| Stagione                     | Squadra                      | Comp                         | Pres       | Reti       | Comp            | Pres            | Reti            | Comp               | Pres               | Reti               | Comp           | Pres        | Reti        | Pres   | Reti   |
| ---------------------------- | ---------------------------- | ---------------------------- | ---------- | ---------- | --------------- | --------------- | --------------- | ------------------ | ------------------ | ------------------ | -------------- | ----------- | ----------- | ------ | ------ |
| 2005-2006                    | Feyenoord                    | ED                           | 29         | 4          | CO              | 1               | 0               | CU                 | 1                  | 0                  | UCL play-offs  | 2           | 0           | 33     | 4      |
| 2006-2007                    | Feyenoord                    | ED                           | 32         | 7          | CO              | 1               | 0               | CU                 | 6                  | 1                  | CU play-offs   | 1           | 0           | 40     | 8      |
| 2007-2008                    | Feyenoord                    | ED                           | 33         | 9          | CO              | 6               | 2               | -                  | -                  | -                  | -              | -           | -           | 39     | 11     |
| 2008-2009                    | Feyenoord                    | ED                           | 2          | 0          | CO              | 0               | 0               | CU                 | 1                  | 0                  | -              | -           | -           | 3      | 0      |
| 2009-2010                    | Feyenoord                    | ED                           | 13         | 3          | CO              | 2               | 0               | -                  | -                  | -                  | -              | -           | -           | 15     | 3      |
| Totale Feyenoord             | Totale Feyenoord             | Totale Feyenoord             | 109        | 23         |                 | 10              | 2               |                    | 8                  | 1                  |                | 3           | 0           | 130    | 26     |
| 2010-2011                    | Mallorca                     | PD                           | 33         | 5          | CR              | 3               | 1               | -                  | -                  | -                  | -              | -           | -           | 36     | 6      |
| ago. 2011                    | Mallorca                     | PD                           | 1          | 1          | CR              | 0               | 0               | -                  | -                  | -                  | -              | -           | -           | 1      | 1      |
| Totale Mallorca              | Totale Mallorca              | Totale Mallorca              | 34         | 6          |                 | 3               | 1               |                    | -                  | -                  |                | -           | -           | 37     | 7      |
| 2011-2012                    | Villarreal                   | PD                           | 19         | 0          | CR              | 1               | 0               | UCL                | 6                  | 1                  | -              | -           | -           | 26     | 1      |
| 2012-2013                    | Swansea City                 | PL                           | 37         | 5          | FACup+CdL       | 2+6             | 0+3             | -                  | -                  | -                  | -              | -           | -           | 45     | 8      |
| 2013-2014                    | Swansea City                 | PL                           | 34         | 4          | FACup+CdL       | 2+1             | 1+0             | UEL                | 11                 | 2                  | -              | -           | -           | 48     | 7      |
| Totale Swansea               | Totale Swansea               | Totale Swansea               | 71         | 9          |                 | 11              | 4               |                    | 11                 | 2                  |                | -           | -           | 93     | 15     |
| 2014-2015                    | Napoli                       | A                            | 23         | 3          | CI              | 4               | 0               | UCL+UEL            | 0+8                | 4                  | SI             | 1           | 0           | 36     | 7      |
| 2015-gen. 2016               | Napoli                       | A                            | 0          | 0          | CI              | 0               | 0               | UEL                | 0                  | 0                  | -              | -           | -           | 0      | 0      |
| Totale Napoli                | Totale Napoli                | Totale Napoli                | 23         | 3          |                 | 4               | 0               |                    | 8                  | 4                  |                | 1           | 0           | 36     | 7      |
| gen.-giu. 2016               | Carpi                        | A                            | 5          | 1          | CI              | 0               | 0               | -                  | -                  | -                  | -              | -           | -           | 5      | 1      |
| 2016-2017                    | Chievo                       | A                            | 27         | 2          | CI              | 2               | 0               | -                  | -                  | -                  | -              | -           | -           | 29     | 2      |
| 2017-2018                    | Eintracht Francoforte        | BL                           | 16         | 0          | CG              | 3               | 0               | -                  | -                  | -                  | -              | -           | -           | 19     | 0      |
| 2018-2019                    | Eintracht Francoforte        | BL                           | 28         | 3          | CG              | 1               | 0               | UEL                | 9                  | 0                  | SG             | 1           | 0           | 39     | 3      |
| 2019-2020                    | Eintracht Francoforte        | BL                           | 8          | 0          | CG              | 0               | 0               | UEL                | 2                  | 1                  | -              | -           | -           | 10     | 1      |
| Totale Eintracht Francoforte | Totale Eintracht Francoforte | Totale Eintracht Francoforte | 52         | 3          |                 | 4               | 0               |                    | 11                 | 1                  |                | 1           | 0           | 68     | 4      |
| 2020-2021                    | OFI Creta                    | SL                           | 13+4       | 2+3        | CG              | 0               | 0               | -                  | -                  | -                  | -              | -           | -           | 17     | 5      |
| 2021-2022                    | OFI Creta                    | SL                           | 19+4       | 0          | CdG             | 2               | 0               | -                  | -                  | -                  | -              | -           | -           | 25     | 0      |
| Totale OFI Creta             | Totale OFI Creta             | Totale OFI Creta             | 32+8       | 2+3        |                 | 2               | 0               |                    | -                  | -                  |                | -           | -           | 42     | 5      |
| 2022-2023                    | Sparta Rotterdam             | ED                           | 21         | 2          | CO              | 0               | 0               | -                  | -                  | -                  | UECL play-offs | 4           | 0           | 25     | 2      |
| 2023-2024                    | Sparta Rotterdam             | ED                           | 31         | 1          | CO              | 1               | 0               | -                  | -                  | -                  | UECL play-offs | 1           | 0           | 33     | 1      |
| 2024-2025                    | Sparta Rotterdam             | ED                           | 1          | 0          | CO              | 0               | 0               | -                  | -                  | -                  | -              | -           | -           | 1      | 0      |
| Totale Sparta Rotterdam      | Totale Sparta Rotterdam      | Totale Sparta Rotterdam      | 53         | 3          |                 | 1               | 0               |                    | -                  | -                  |                | 5           | 0           | 59     | 3      |
| Totale carriera              | Totale carriera              | Totale carriera              | 433        | 55         |                 | 32              | 4               |                    | 44                 | 9                  |                | 13          | 3           | 521    | 69     |

### Cronologia presenze e reti in nazionale
| Cronologia completa delle presenze e delle reti in nazionale ― Paesi Bassi | Cronologia completa delle presenze e delle reti in nazionale ― Paesi Bassi | Cronologia completa delle presenze e delle reti in nazionale ― Paesi Bassi | Cronologia completa delle presenze e delle reti in nazionale ― Paesi Bassi | Cronologia completa delle presenze e delle reti in nazionale ― Paesi Bassi | Cronologia completa delle presenze e delle reti in nazionale ― Paesi Bassi | Cronologia completa delle presenze e delle reti in nazionale ― Paesi Bassi | Cronologia completa delle presenze e delle reti in nazionale ― Paesi Bassi |
| Data                                                                       | Città                                                                      | In casa                                                                    | Risultato                                                                  | Ospiti                                                                     | Competizione                                                               | Reti                                                                       | Note                                                                       |
| -------------------------------------------------------------------------- | -------------------------------------------------------------------------- | -------------------------------------------------------------------------- | -------------------------------------------------------------------------- | -------------------------------------------------------------------------- | -------------------------------------------------------------------------- | -------------------------------------------------------------------------- | -------------------------------------------------------------------------- |
| 6-2-2013                                                                   | Amsterdam                                                                  | Paesi Bassi                                                                | 1 – 1                                                                      | Italia                                                                     | Amichevole                                                                 | -                                                                          | 46’                                                                        |
| 22-3-2013                                                                  | Amsterdam                                                                  | Paesi Bassi                                                                | 3 – 0                                                                      | Estonia                                                                    | Qual. Mondiali 2014                                                        | -                                                                          | 86’                                                                        |
| 26-3-2013                                                                  | Amsterdam                                                                  | Paesi Bassi                                                                | 4 – 0                                                                      | Romania                                                                    | Qual. Mondiali 2014                                                        | -                                                                          | 74’                                                                        |
| 7-6-2013                                                                   | Giacarta                                                                   | Indonesia                                                                  | 0 – 3                                                                      | Paesi Bassi                                                                | Amichevole                                                                 | -                                                                          |                                                                            |
| 11-6-2013                                                                  | Pechino                                                                    | Cina                                                                       | 0 – 2                                                                      | Paesi Bassi                                                                | Amichevole                                                                 | -                                                                          |                                                                            |
| 6-9-2013                                                                   | Tallinn                                                                    | Estonia                                                                    | 2 – 2                                                                      | Paesi Bassi                                                                | Qual. Mondiali 2014                                                        | -                                                                          | 75’                                                                        |
| 16-11-2013                                                                 | Genk                                                                       | Paesi Bassi                                                                | 2 – 2                                                                      | Giappone                                                                   | Amichevole                                                                 | -                                                                          | 78’                                                                        |
| 19-11-2013                                                                 | Amsterdam                                                                  | Paesi Bassi                                                                | 2 – 2                                                                      | Colombia                                                                   | Amichevole                                                                 | -                                                                          | 80’                                                                        |
| 17-5-2014                                                                  | Amsterdam                                                                  | Paesi Bassi                                                                | 1 – 1                                                                      | Ecuador                                                                    | Amichevole                                                                 | -                                                                          | 46’                                                                        |
| 31-5-2014                                                                  | Rotterdam                                                                  | Paesi Bassi                                                                | 1 – 0                                                                      | Ghana                                                                      | Amichevole                                                                 | -                                                                          |                                                                            |
| 13-6-2014                                                                  | Salvador                                                                   | Spagna                                                                     | 1 – 5                                                                      | Paesi Bassi                                                                | Mondiali 2014 - 1º turno                                                   | -                                                                          | 62’                                                                        |
| 18-6-2014                                                                  | Porto Alegre                                                               | Australia                                                                  | 2 – 3                                                                      | Paesi Bassi                                                                | Mondiali 2014 - 1º turno                                                   | -                                                                          | 78’                                                                        |
| 12-7-2014                                                                  | Brasilia                                                                   | Brasile                                                                    | 0 – 3                                                                      | Paesi Bassi                                                                | Mondiali 2014 - Finale 3º posto                                            | -                                                                          |                                                                            |
| 31-3-2015                                                                  | Amsterdam                                                                  | Paesi Bassi                                                                | 2 – 0                                                                      | Spagna                                                                     | Amichevole                                                                 | -                                                                          | 73’                                                                        |
| Totale                                                                     |                                                                            | Presenze                                                                   | 14                                                                         |                                                                            | Reti                                                                       | 0                                                                          |                                                                            |

## Palmarès

### Club

#### Competizioni nazionali
- Coppa dei Paesi Bassi: 1

Feyenoord: 2007-2008
- Coppa di Lega inglese: 1

Swansea: 2012-2013
- Supercoppa italiana: 1

Napoli: 2014
- Coppa di Germania: 1

Eintracht Francoforte: 2017-2018